# Anthurium gracililaminum
Anthurium gracililaminum là một loài thực vật có hoa trong họ Ráy (Araceae). Loài này được Croat miêu tả khoa học đầu tiên năm 1986.